# Le Parapluie fantastique
Le Parapluie fantastique je francouzský němý film z roku 1903. Režisérem je Georges Méliès (1861–1938). Film trvá zhruba 3 minuty. Ve Spojených státech vyšel pod názvem Ten Ladies in One Umbrella a ve Spojeném království jako Ten Girls in One Umbrella. Kopie filmu je uložena v knihovně Kongresu.

## Děj
Kouzelník přemění svůj cylindr v míč, který záhy potom promění na látku, kterou připojí ke své hůlce, čímž nechá vzniknout deštník, pomocí kterého se změní v muže se starořeckým oblečením, který vykouzlí deset žen. Všechny ženy ze sebe strhnou starověké oblečení a odtancují z místa. Kouzelník se skokem přes stoličku vrátí do původní podoby, z míče vytvoří svůj cylindr, ukloní se a odejde.